# قلعه آقا خان لیراوی
قلعه آقا خان لیراوی مربوط به دوره قاجار است و در شهرستان دیلم، روستای حصار واقع شده و این اثر در تاریخ ۵ آذر ۱۳۷۹ با شمارهٔ ثبت ۲۸۷۹ به‌عنوان یکی از آثار ملی ایران به ثبت رسیده است.
این قلعه که در زمان قاجار بعد از فوت حسن شه قلی ضابط بلوک لیراوی به دست فرزندش مرحوم آقا خان لیراوی در زمان تصدی کلانتری منطقه ساخته شد از حیث معماری و بنایی در خور توجه است این ساختمان که در محدوده ۴۰۰۰ متری بنا شده است دارای اتاق های ردیفی است که پر زیر زمینی بزرگ بنا شده است  مصالح آن از خشت خام گله چاری و سقف آن از چوب و بوریا است که قسمتی از آن تخریب گردیده است بسیار با ارزش و از جنس چوب های ساج گرانقیمت بوده است اکنون وجود ندارد و محل آن در با خشت و بلوک مسدود شده است پنجره ها و در اتاق های آن از جنس تخته محکم ساخته شده اند این ساختمان را آقاخانی را به عنوان منزل شخصی و حصار نظامی استفاده می‌کرد نابرده تا سال ۱۳۱۷ هجری شمسی همراه با عائله خود در این قلعه زندگی می کرد و از سال ۱۳۱۷ تا ۱۳۱۹ حکومت مرکزی او را به تهران احضار و بازداشت کرده بود قلعه توسط احمد شاه خان و به نیابت از آقا خان نگهبانی امور آن انجام گرفت.
در وسط بنا حوض بزرگی قرار دارد که اتاق‌های به صورت ردیفی و اطراف آن می باشد  بعداً آن قلعه توسط برادر دیگر آقاخان به نام محمد علی خان فتح شد از آن پس مرکز بلوک روستای لیلتین انتقال داده شد  بنا شده که قبلاً نیز اثاری در این منطقه وجود داشته است و بعد از تخریب  اثار قبلی ساختمان جدید بر آن احداث شده آن حصار نیز بر اتلال شهر شینیز بنا شده این اثر به عنوان یکی از آثار ملی کشور به شماره  ۷۹  ۲۸  آثار تاریخی به ثبت رسیده است  برج سهیل کاملاً تخریب شده  و موش های زیرزمینی و باران های سیل آسا  و زمستانی بر خرابی آن علت بوده 